# Naturschutzgebiet Räuschenberg
Koordinaten: 51° 48′ 18″ N, 9° 22′ 27″ O

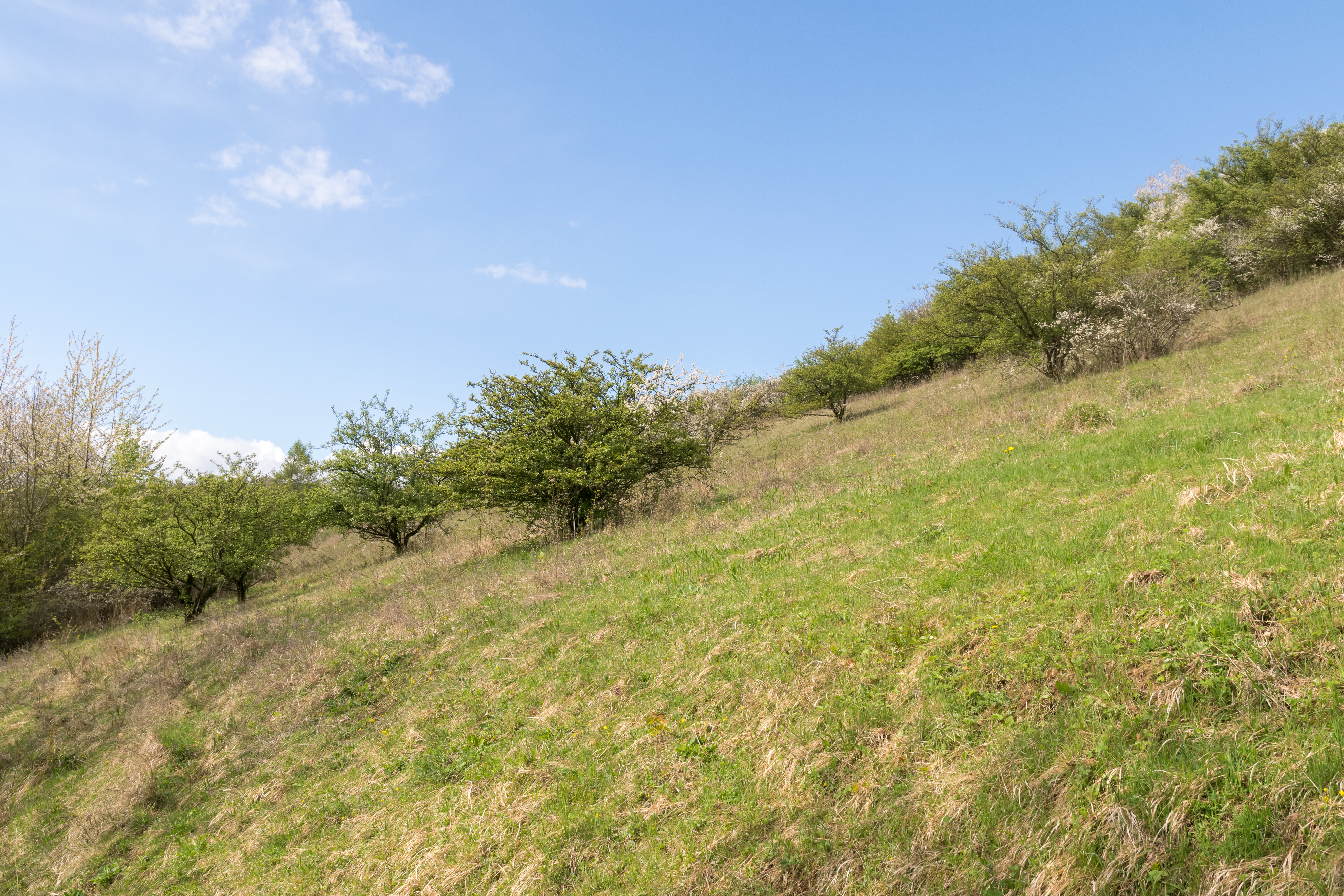
Naturschutzgebiet Räuschenberg (April 2017)

Das Naturschutzgebiet Räuschenberg liegt auf dem Gebiet der Stadt Höxter im Kreis Höxter in Nordrhein-Westfalen.
Das Gebiet erstreckt sich nördlich der Kernstadt Höxter und östlich von Brenkhausen, einer Ortschaft von Höxter.
Östlich des Gebietes verläuft die B 64 und fließt die Weser, westlich verläuft die B 239. Unweit östlich des Gebietes liegt der Flugplatz Höxter-Holzminden. Südöstlich erstreckt sich das etwa 36,0 ha große Naturschutzgebiet Teufelschlucht. 

## Bedeutung
Das etwa  40,6 ha große Gebiet mit der Schlüssel-Nummer HX-030 steht seit dem Jahr 1987 unter Naturschutz. Schutzziele sind 
- der Erhalt von Hecken und Feldgehölzen als wichtige Vernetzungselemente in der intensiv genutzten Kulturlandschaft,
- der Erhalt, die Pflege, Entwicklung und Wiederherstellung der Biozönose „Kalkhalbtrockenrasen“ durch ein gezieltes Beweidungskonzept und manuelle Pflegemaßnahmen als Lebensraum, Refugial- und Vernetzungsbiotop für Lebensgemeinschaften der Trockenrasen, insbesondere für Schmetterlinge, sowie
- der Erhalt eines strukturreichen Mischwaldes mit eingestreuten Gebüschstadien als wertvoller Landschaftsbestandteil für die Vogelwelt.[2]